# Nicolás Navarro (football)
Nicolás Navarro Castro (né le 17 septembre 1963 à Mexico au Mexique) est un joueur de football international mexicain, qui évoluait au poste de gardien de but.

## Biographie

### Carrière en sélection
Avec l'équipe du Mexique, il joue 3 matchs (pour aucun but inscrit) entre 1993 et 1995. 
Il figure dans le groupe des sélectionnés lors de la Coupe des confédérations de 1995 (sans jouer de matchs lors de cette compétition).
Il participe également aux Copa América de 1993 et de 1995. Son équipe remporte la compétition en 1993.
Il joue enfin la Coupe du monde des moins de 20 ans 1983 organisée dans son pays natal.

## Palmarès
| Club Necaxa \| - Championnat du Mexique (2) : - Champion : 1994-95 et 1995-96. - Coupe du Mexique (1) : - Vainqueur : 1994-95. \| \| - Supercoupe du Mexique (1) : - Vainqueur : 1995. - Coupe des champions : - Finaliste : 1996. - Coupe des vainqueurs de coupe (1) : - Vainqueur : 1994. \| |  | Cruz Azul - Championnat du Mexique (1) : - Champion : 1997 (Invierno).                                                                                  |
| - Championnat du Mexique (2) : - Champion : 1994-95 et 1995-96. - Coupe du Mexique (1) : - Vainqueur : 1994-95. |  | - Supercoupe du Mexique (1) : - Vainqueur : 1995. - Coupe des champions : - Finaliste : 1996. - Coupe des vainqueurs de coupe (1) : - Vainqueur : 1994. |

| - Championnat du Mexique (2) : - Champion : 1994-95 et 1995-96. - Coupe du Mexique (1) : - Vainqueur : 1994-95. |  | - Supercoupe du Mexique (1) : - Vainqueur : 1995. - Coupe des champions : - Finaliste : 1996. - Coupe des vainqueurs de coupe (1) : - Vainqueur : 1994. |